# Euthal

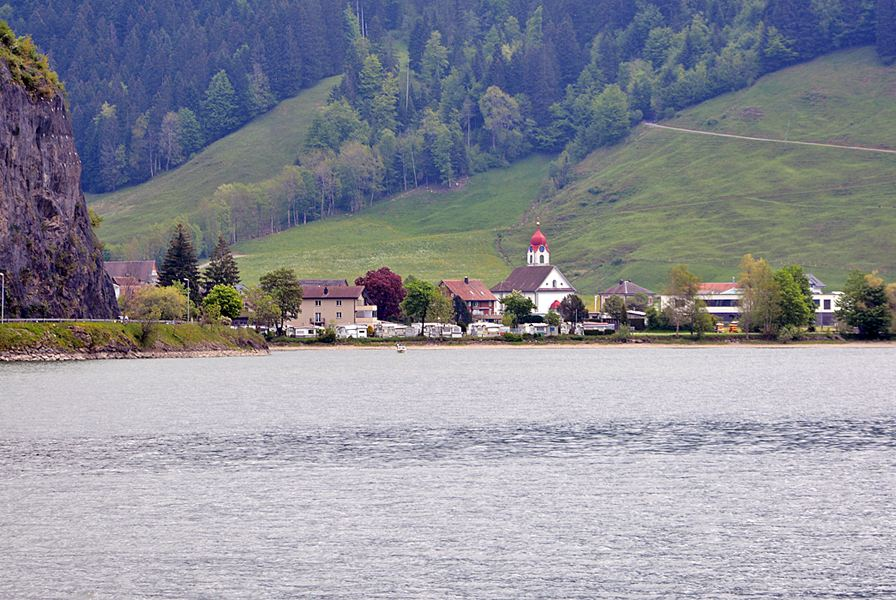
Euthal am Sihlsee

Euthal ist ein Viertel innerhalb der politischen Gemeinde Einsiedeln im schweizerischen Kanton Schwyz. Das Dorf liegt am oberen Ende des Sihlsees.

## Dorf
Das im Jahre 1331 als Öital erstmals erwähnte, sehr ländlich geprägte Haufendorf umfasst zahlreiche Weiler und Höfe. Markant hebt sich die Dorfkirche hervor. Erbaut in den Jahren 1790 bis 1792 unter Marian Herzog von Klosterbaumeister Bruder Jakob Natter ist sie der Schmerzhaften Muttergottes geweiht. Um 1800 wurde sie vorübergehend zur Pfarrkirche erhoben.
Südlich vom Dorf verläuft die Grenze zum Bezirk Schwyz. Sie ist gleichzeitig die Mundartgrenze zwischen Einsiedler und Ybriger Dialekt.

## Einwohner
| Jahr | Einwohner |
| ---- | --------- |
| 1888 | 637       |
| …    | …         |
| 1998 | 593       |
| 1999 | 599       |
| 2000 | 591       |
| 2001 | 615       |
| 2002 | 611       |
| 2003 | 623       |
| 2004 | 630       |
| 2005 | 631       |
| 2006 | 617       |
| 2007 | 621       |
| 2008 | 605       |
| 2009 | 598       |
| 2010 | 605       |
| 2011 | 607       |
| 2012 | 611       |
| 2013 | 609       |
| 2014 | 598       |
| 2015 | 610       |
| 2016 | 603       |
| 2017 | 614       |

1888 gab es 103 Häuser mit 126 Haushaltungen.